# Graph von Gruppen
In der Mathematik sind Graphen von Gruppen eine Konstruktion der Gruppentheorie, mit der iterierte amalgamierte Produkte und HNN-Erweiterungen konstruiert werden können und die in der Bass-Serre-Theorie von Bedeutung ist.

## Definition
Ein Graph von Gruppen wird durch die folgenden Daten gegeben:
- ein gerichteter zusammenhängender Graph {\displaystyle (E,K)}, so dass für jede Kante {\displaystyle k=(e_{0},e_{1})\in K} auch die umgedrehte Kante {\displaystyle {\overline {k}}=(e_{1},e_{0})} zu {\displaystyle K} gehört
- eine „Eckengruppe“ {\displaystyle G_{e}} für jede Ecke {\displaystyle e\in E}
- eine „Kantengruppe“ {\displaystyle G_{k}} für jede Kante {\displaystyle k\in K}, so dass {\displaystyle G_{k}=G_{\overline {k}}} für alle {\displaystyle k}
- injektive Homomorphismen {\displaystyle \alpha _{k,i}\colon G_{k}\to G_{e_{i}},i=0,1} für jede Kante {\displaystyle k=(e_{0},e_{1})\in K}

## Fundamentalgruppe
Für die Definition der Fundamentalgruppe eines Graphen von Gruppen muss zunächst ein Spannbaum {\displaystyle T} im Graphen {\displaystyle (E,K)} gewählt werden. Die Fundamentalgruppe ist letztlich aber vom gewählten Spannbaum unabhängig.
Die Fundamentalgruppe des Graphen von Gruppen ist definiert als das freie Produkt
{\displaystyle (\ast _{e\in E}G_{e})\ast F(K)}
(wobei {\displaystyle F(K)} die freie Gruppe mit Basis {\displaystyle K} bezeichnet) modulo der folgenden Relationen:
- {\displaystyle {\overline {k}}\alpha _{k,0}(g)k=\alpha _{k,1}(g)} für alle {\displaystyle k\in K,g\in G_{k}}
- {\displaystyle {\overline {k}}k=1} für alle {\displaystyle k\in K}
- {\displaystyle k=1} für alle im Spannbaum {\displaystyle T} vorkommenden Kanten

## Beispiele
- Es sei {\displaystyle (E,K)} der aus einer Kante {\displaystyle k=(e_{0},e_{1})} mit zwei Eckpunkten {\displaystyle e_{0},e_{1}} bestehende Graph. Dann ist die Fundamentalgruppe eines Graphen von Gruppen das amalgamierte Produkt

{\displaystyle G_{e_{0}}*_{G_{k}}G_{e_{1}}}.
- Es sei {\displaystyle (E,K)} der aus einer Kante {\displaystyle k=(e,e)} mit zwei übereinstimmenden Eckpunkten {\displaystyle e_{0}=e_{1}} bestehende Graph (eine „Schleife“). Dann ist die Fundamentalgruppe eines Graphen von Gruppen die HNN-Erweiterung

{\displaystyle G_{e}*_{\alpha }}
für den durch
{\displaystyle \alpha :=\alpha _{k,1}(\alpha _{k,0})^{-1}\colon \alpha _{k,0}(G_{k})\to \alpha _{k,1}(G_{k})}
gegebenen Homomorphismus {\displaystyle \alpha } zwischen den Untergruppen {\displaystyle \alpha _{k,0}(G_{k})} und {\displaystyle \alpha _{k,1}(G_{k})} von {\displaystyle G_{e}}.